# Notobranchaea macdonaldi
Notobranchaea macdonaldi is een slakkensoort uit de familie van de Notobranchaeidae. De wetenschappelijke naam van de soort is voor het eerst geldig gepubliceerd in 1886 door Pelseneer.